# Dominic Poleon
Dominic Alfred Poleon, född 7 september 1993 i Newham, England, är en engelsk professionell fotbollsspelare och anfallsspelare som spelar för AFC Wimbledon. Han har tidigare spelat för Leeds United och är en produkt av Leeds fotbollsakademi ungdomsverksamhet dit han kom 2010 från ungdomsfotbollsspel i Chelsea och Southend United.
Han skrev  proffskontrakt med Leeds i juni 2012 och debuterade för Leeds seniorlag den 11 augusti 2012 i hemmamatchen mot Shrewsbury Town i Capital One Cup (ligacupen) där han kom in som inhoppare. Han debuterade i ligan två veckor senare då han kom in som inhoppare i Leeds 2–1-seger hemma mot Peterborough United.